# Atletismo nos Jogos Olímpicos de Verão de 1900 - 1500 m masculino
A competição dos 1500 metros masculino fez parte do programa do atletismo nos Jogos Olímpicos de Verão de 1900. Aconteceu no dia 15 de julho. Nove atletas de seis países competiram.

## Medalhistas
| Ouro   | GBR Charles Bennett |
| Prata  | USA Henri Deloge    |
| Bronze | USA John Bray       |

## Resultados
| Pos. | Atleta                    | Tempo        |
| ---- | ------------------------- | ------------ |
|      | GBR Charles Bennett       | 4:06.2       |
|      | FRA Henri Deloge          | 4:06.6       |
|      | USA John Bray             | 4:07.2       |
| 4    | USA David Hall            | Desconhecido |
| 5    | DEN Christian Christensen | Desconhecido |
| 6    | AUT Hermann Wraschtil     | Desconhecido |
| 7-9  | BOH Ondřej Pukl           | Desconhecido |
| 7-9  | GBR John Rimmer           | Desconhecido |
| 7-9  | FRA Louis Segondi         | Desconhecido |